# Microregione di Campanha Central
Campanha Central è una microregione del Rio Grande do Sul in Brasile, appartenente alla mesoregione di Sudoeste Rio-Grandense.
È una suddivisione creata puramente per fini statistici, pertanto non è un'entità politica o amministrativa.

## Comuni
È suddivisa in 4 comuni:
- Rosário do Sul
- Sant'Ana do Livramento
- Santa Margarida do Sul
- São Gabriel